# 漂砾

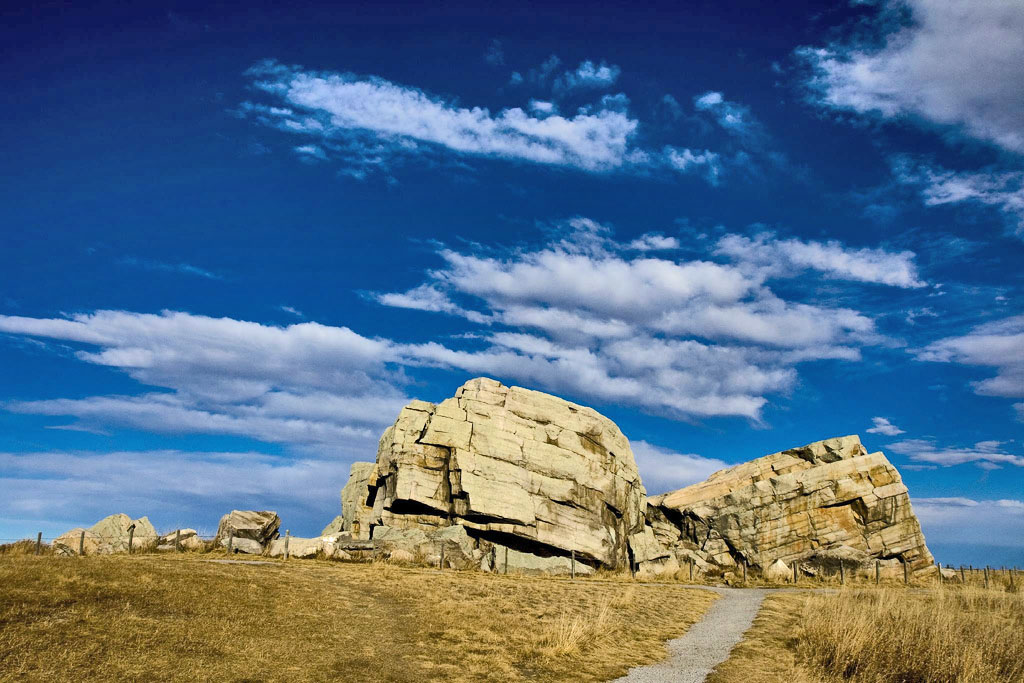
加拿大阿尔伯塔奥克托克斯的巨型漂砾

漂砾（glacial erratic），又譯冰川漂砾或冰磧石（glacial moraine）是和周边石料相比形状和材质截然不同的天然石块，小则数厘米，大可达数米甚至数十米，成因是冰川的活动。冰川的搬运能力相当强，一些漂砾甚至被搬运到千百公里之外。加拿大阿尔伯塔奥克托克斯的巨型漂砾，重达1.5万吨。